# Stabilità del core
La stabilità del core consiste nella capacità di stabilizzare il proprio corpo. Con il termine core ci si riferisce alla zona del tronco. Con stabilità, in questo contesto, ci si riferisce al saper controllare posizione e movimento del corpo. Infatti, migliore è la stabilità del core di una persona, maggiore sarà il suo livello di controllo del movimento di questa parte del corpo. Il core è spesso coinvolto nel supporto al movimento di altre parti del corpo, come gli arti. Si ritiene che migliorando la stabilità del core di una persona si migliorino anche altri movimenti, come l'esecuzione della corsa. Per la regione del core ci si riferisce al tronco o torso. I muscoli principali utilizzati nella stabilità del core sono il pavimento pelvico, il trasverso dell'addome, il multifido, gli obliqui interni ed esterni, il retto dell'addome, il sacrospinale, il lunghissimo ed il diaframma. I muscoli secondari sono il gran dorsale, il grande gluteo ed il trapezio. La postura ed il movimento attraverso il core possono essere significativamente influenzati dalla respirazione con l'azione del diaframma. Questo avviene soprattutto con inspirazioni ed espirazioni profonde. In questo modo, la respirazione può avere effetti  ella capacità di controllo del core.
Alcune ricerche hanno studiato la pressione intra-addominale e come questa possa essere di supporto al rachide lombare. La pressione intra-addominale viene attivata dalla contrazione dei muscoli del core, specialmente il trasverso dell'addome. Un modo per aumentare la pressione è con l'utilizzo della respirazione diaframmatica profonda. In questo modo, come riportato da Hans Lindgren "Il diaframma esegue la sua funzione respiratoria quando si abbassa in una posizione inferiore, permettendo una maggiore pressione intra-addominale". Quindi una respirazione profonda può migliorare la stabilità del core.
Solitamente la posizione del core è associato al baricentro, il centro di massa del corpo. Questo è riconosciuto essere sopra la seconda vertebra sacrale. La stabilità è invece associata alla forza isometrica, o statica. In questo contesto quindi, il rachide lombare è responsabile della postura e della stabilità, provvedendo inoltre a distribuire la forza necessaria a stabilizzare il corpo durante gli sport dinamici.

## Pratica
Ogni qual volta ci si muove, per sollevare qualcosa o per spostare un oggetto, la regione del core si tende ed attiva il suo tono muscolare. Questa tensione è attivata inconsciamente ed è collegata a cambiamenti nella respirazione. Se per esempio ci si siede su una sedia e si allunga per afferrare qualcosa di lontano si può sentire la tensione sviluppata sul core. Questa tensione può essere percepita semplicemente posizionando una mano sull'addome durante l'esecuzione del movimento.
Con l'aumentare del carico durante il movimento, aumenta la contrazione dei muscoli del core. Questi contraendosi andranno a formare come una sfera in protezione alle viscere, con non possono subire compressione. Sulla regione del core le forze di contrazione si bilanciano in coordinazione al mantenimento della postura.
Si ritiene che la stabilità del core sia essenziale per mantenere una postura verticale corretta, specialmente durante sollevamenti pesanti. Senza una buona stabilità la zona lombare non ha un sostegno efficace e può essere soggetta ad infortuni durante l'attività. Una stabilità insufficiente può portare anche ad infortuni agli arti inferiori.
La ricerca scientifica ha dato poca riprova sul modello della stabilità del core e sui benefici che questi metodi d'allenamento possono portare. Gli esercizi per la stabilità del core hanno gli stessi benefici di un allenamento generale, non specifico, o di pratiche comuni come la camminata. Esercizi specifici per il core, o per il tronco hanno fallito nel dimostrare di prevenire infortuni o di migliorare la performance sportiva.

## Metodi d'allenamento
Alcuni dei metodi d'allenamento per sviluppare e mantenere la stabilità del core sono:
- Pilates
- Esercizi con la palla da ginnastica, conosciuta anche come Swiss ball o fitball
- Yoga

## Esercizi di rinforzo per il rachide
La colonna vertebrale, considerando il rachide cervicale, toracico e lombare, consta di 24 vertebre che hanno la funzione di proteggere il midollo spinale, e servono da sito di inserzione per diversi muscoli del corpo. Hanno inoltre la funzione di scaricare e distribuire il peso corporeo durante la stazione eretta. La maggior parte degli infortuni avvengono per incidenti stradali, cadute e attività sportive o ricreative. Nonostante sia impossibile prevenire del tutto un infortunio è però possibili minimizzare rischi quali ernie o strappi muscolari lavorando sull'aumento della pressione intra-addominale e sul rinforzo della muscolatura del rachide.

### Pressione intra-addominale
La correlazione tra la forza del core e la salute fisica della colonna è stata spesso documentata in passato. Alcuni di questi studi hanno potuto quantificare gli effetti che i muscoli antagonisti dell'addome hanno sulla stabilità della lombare. L'aumento della pressione intra-addominale permette di mantenere una curva lombare neutra ed evita complicazioni durante l'attività, anche solo con l'utilizzo di semplici tecniche come la manovra di Valsalva. Un esercizio comune per rinforzare la parte addominale (retto dell'addome, obliqui, trasverso) è il plank, un esercizio di tenuta statica di una posizione in isometria.

### Rinforzo muscolare della schiena
Il rischio d'infortuni alla schiena è facilmente riducibile con semplici lavori di mantenimento della curvatura neutra della colonna e con l'aumento della pressione intra-addominale, prima di eseguire movimenti. Alcuni esercizi a corpo libero di semplice esecuzione sono utili sia per rinforzare e stabilizzare la muscolatura della colonna. Uno di questi esercizi a corpo libero è il bird dog.